# Cantonul Comps-sur-Artuby
Cantonul Comps-sur-Artuby este un canton din arondismentul Draguignan, departamentul Var, regiunea Provence-Alpes-Côte d'Azur, Franța.

## Comune
- Bargème
- Brenon
- Châteauvieux
- Comps-sur-Artuby (reședință)
- La Bastide
- La Martre
- La Roque-Esclapon
- Le Bourguet
- Trigance